# Platysaissetia armata
Platysaissetia armata är en insektsart som först beskrevs av Takahashi 1930.  Platysaissetia armata ingår i släktet Platysaissetia och familjen skålsköldlöss.
Artens utbredningsområde är Taiwan. Inga underarter finns listade i Catalogue of Life.